# バーナード星
バーナード星（英語: Barnard's Star) は、へびつかい座の方向にある恒星。以下に掲げるような様々な特性を持つため、9.5等と肉眼では見えない暗い恒星でありながらよく知られている。

## 歴史
1916年にアメリカの天文学者エドワード・エマーソン・バーナードが1894年と1916年と年代の異なる2枚の写真乾板を比較していて発見した。そのため、"Barnard's star"（バーナード星）と名づけられたものである。2017年2月1日には国際天文学連合の恒星の命名に関するワーキンググループ (Working Group on Star Names, WGSN) によって正式な固有名として承認された。Barnard's Runaway Star（バーナードの馳走星）ともいう。

## 特徴

### 固有運動
バーナード星は、全天で一番大きな固有運動を持つ星として知られている。バーナードによる発見ののち、ピッカリングがハーヴァード天文台で撮影された写真乾板を調査したところ1888年に撮影された乾板に写っており、それにより、天球上を1年あたり10.29秒角でほぼ真北の方向（位置角365度）へ移動していることが判った。これは351年に1度移動することになる。このような大きな固有運動をする恒星は「高速度星」と呼ばれ、他にもカプタイン星、グルームブリッジ1830などが知られている。

### 距離
バーナード星が大きな固有運動を示す一因は、太陽系から約6光年という比較的近距離に位置しているためである。これは、ケンタウルス座α星系に次いで、2番目に近い。現在は太陽系に接近しており、西暦11800年頃には約3.75光年以内にまで接近する。

### 物理的性質
| 太陽 | バーナード星 |
| ---- | ------------ |
| 太陽 | Exoplanet    |

バーナード星は視等級9.53等（絶対等級+13.4等）のM型主系列星である。実直径は約224,000 km（太陽の約5分の1程度）、質量は16%程度、密度は40倍、光度は2,500分の1の典型的な赤色矮星で、表面温度は約3,200 Kと太陽よりも低い。このため、約0.08 auまで近づかないと、地球が太陽から受け取るものと同等のエネルギーを得ることができない。なお、この位置からバーナード星を見ると、見かけの大きさは太陽の3倍程度になるものと考えられている。

## 惑星系

バーナード星bの想像図

バーナード星には太陽系外惑星が存在するという主張が何度もなされてきたが、後に反証された。1960年代初頭から1970年代初頭にかけて、ピート・ファンデカンプはバーナード星の周囲を惑星が公転していると主張した。彼の巨大ガス惑星に関する具体的な主張は、多くの議論の末、1970年代半ばに反証された。2018年11月、スーパーアースとみられる惑星候補がバーナード星の周囲を公転していると報告された。この惑星は最小質量が 3.2 M🜨 で、主星から 0.4 au 離れた位置を公転していると考えられていた。しかし、2021年7月に発表された研究により、この惑星の存在は否定された。
2024年8月、超大型望遠鏡VLTのESPRESSO分光器によるドップラー分光法でのバーナード星の視線速度変化の観測データを使用して、下限質量がわずか 0.37±0.05 M⊕ で、公転周期が3.15日の太陽系外惑星の存在が確認された。これは、バーナード星の周囲を公転すると考えられた惑星の中では初めて説得力のある証拠がある事例となった。さらに、この研究では、他の3つの低質量の惑星候補が存在している可能性も示された。これらの惑星はすべて、ハビタブルゾーンよりも主星に近い場所を公転している。確認された惑星はバーナード星bと命名され、2021年に存在が否定されたスーパーアース候補にも使用されていた名称を再び使用している。TESSによるトランジット法での測光観測からはバーナード星bのトランジット（主星面通過）は検出されず、このことからバーナード星bは地球から見てバーナード星の手前を通過するような、真横を向けた軌道にはなっていないことが分かっている。
そして2025年3月には、独立した追跡調査により、候補とされた3つの低質量の惑星が実際に存在していることが確かめられたと発表された。最も外側を公転しているバーナード星eは下限質量が 0.193 M⊕ しかなく、2025年3月時点でドップラー分光法によって発見された太陽系外惑星の中では最も質量が小さい。また、この研究でバーナード星のハビタブルゾーン内には 99% の確率で質量が 0.57 M⊕ を超える惑星は存在していないことも判明した。
| 名称 （恒星に近い順） | 質量              | 軌道長半径 （天文単位） | 公転周期 (日)   | 軌道離心率      | 軌道傾斜角 | 半径 |
| --------------------- | ----------------- | ----------------------- | --------------- | --------------- | ---------- | ---- |
| d                     | ≥0.263 ± 0.024 M⊕ | 0.0188 ± 0.0003         | 2.3402 ± 0.0003 | 0.04+0.05 −0.03 | —          | —    |
| b                     | ≥0.299 ± 0.026 M⊕ | 0.0229 ± 0.0003         | 3.1542 ± 0.0006 | 0.03+0.03 −0.02 | < 87.9°    | —    |
| c                     | ≥0.335 ± 0.030 M⊕ | 0.0274 ± 0.0004         | 4.1244 ± 0.0006 | 0.08+0.06 −0.05 | —          | —    |
| e                     | ≥0.193 ± 0.033 M⊕ | 0.0381 ± 0.0005         | 6.7392 ± 0.0028 | 0.04+0.04 −0.03 | —          | —    |

### 存在が否定された惑星

#### 位置天文学的な捜索
1960年代、バーナード星に惑星が発見されたと報告され、何年ものあいだ多くの天文学者がそれを支持していた。惑星発見の報告をしたのはアメリカのスプロール天文台のピート・ファンデカンプであり、彼はバーナード星の固有運動における摂動を検出したと報告した。ファンデカンプは、その惑星はバーナード星から4.4 au離れており木星の1.6倍の質量を持つと主張し、その後、木星の1.1倍と0.8倍の質量を持つ2つの惑星がバーナード星を公転している可能性も示唆した。しかし、この観測結果は望遠鏡の誤差によるものではないかと指摘され、その後このような観測は成功せず、1970年代には惑星発見の報告は誤りであったことが定説となった。しかし惑星の存在が信じられている間にサイエンス・フィクションのコミュニティでこの星は一躍有名となり、またダイダロス計画の目標天体としても採用された。

#### 2018年の惑星
その後、長らく惑星は発見されなかったが、ヨーロッパ南天天文台のラ・シヤ天文台のESO 3.6 m 望遠鏡に搭載されている太陽系外惑星観測装置 HARPS など、7つの計器の20年分のデータを用いて調査を行ったロンドン大学クイーン・メアリーとスペインのカタルーニャ宇宙研究所 (IEEC)、スペイン宇宙科学研究所 (CSIC) が共同で行った国際研究チームが2018年11月15日付の英科学誌ネイチャーに、ファンデカンプが報告したものとは異なる、スーパーアース規模の太陽系外惑星候補がバーナード星を公転していることを発表した。この惑星は、当時バーナード星b もしくはバーナードスターb (Barnard's star b)、Barnard b、Barnard's b、GJ 699 b と呼ばれていた。この惑星は、当時知られていた中では、プロキシマ・ケンタウリbに次いで2番目に地球に近い太陽系外惑星であった。ただし2019年には、プロキシマ・ケンタウリcの発見により3位となっていた。
この惑星はその規模からスーパーアースとされているが、論文を発表したイグナシ・リバスはミニ・ネプチューンである可能性もまだ否定できないとしている。公転周期は約233日で、地球の3.2倍以上の質量を持つとされる。バーナード星の比較的近くにあるにもかかわらず、雪線付近を公転しているため、受けるエネルギーは地球が太陽から受けるエネルギーの 2％ 足らずしかない。推定された表面の平衡温度は 105 K（-168 ℃）以下で、地球上で知られているような生命が存在できる環境を維持することは難しいと考えられる。
しかし、2021年5月14日にarXivで公表された論文では、この惑星の存在を示す視線速度の信号は、恒星の自転周期によっても説明可能であるとの見解が示され、バーナード星bが存在しない可能性が指摘された。2024年に現在知られているバーナード星bの発見が報告された際もこの惑星は存在しないとされた。
| 名称 （恒星に近い順） | 質量            | 軌道長半径 （天文単位） | 公転周期 (日)     | 軌道離心率      | 軌道傾斜角 | 半径 |
| --------------------- | --------------- | ----------------------- | ----------------- | --------------- | ---------- | ---- |
| b (撤回)              | ≥3.23 ± 0.44 M⊕ | 0.404 ± 0.018           | 232.80+0.38 −0.41 | 0.32+0.10 −0.15 | —          | —    |